# جيمس ادمون
جيمس ادمون (بالإنجليزية: James Edmond)‏ هو صحفي أسترالي، ولد في 21 أبريل 1859، وتوفي في 21 مارس 1933.